# Tenbun

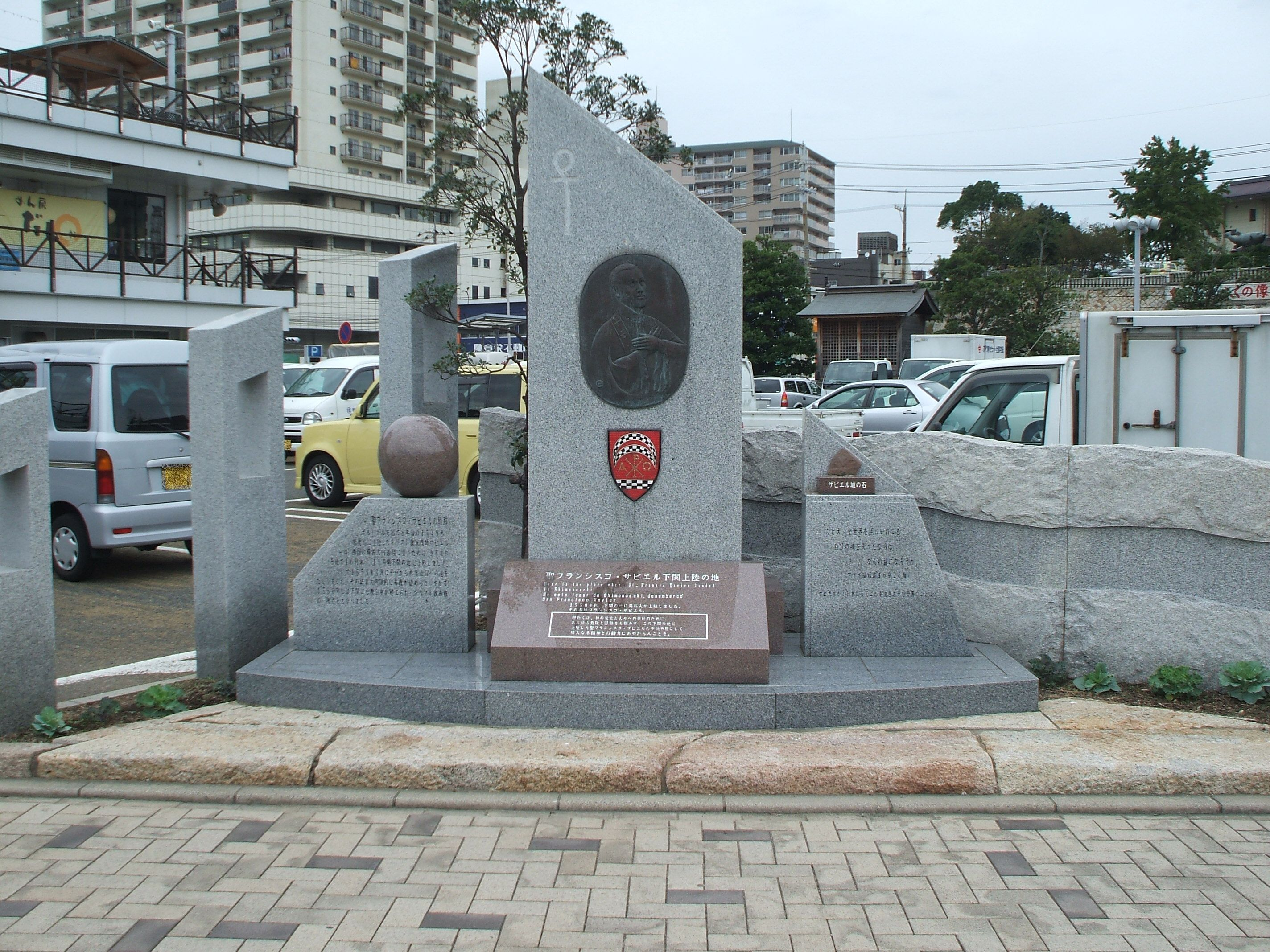
Minnesmärke över Francis Xavier vid platsen där han landsteg under Tenbun, i Shimonoseki.

Tenbun (japanska: 天文?, tenbun), 29 juli 1532–23 oktober 1555, även läst temmun eller temmon, är en period i den japanska tideräkningen. Perioden infaller under kejsaren Go-Naras regeringsperiod. Shoguner är Ashikaga Yoshiharu och, efter 1550,  Ashikaga Yoshiteru (tidigare Yoshihusi).
Den nya eran inleddes på order av shogun Ashikaga Yoshiharu efter en rad järtecken, bland annat flera slag och stridigheter mellan konkurrerande daimyoer. Namnet är hämtat från ett citat ur det klassiska kinesiska verket I Ching, "Förvandlingarnas bok".

## Viktigare händelser
Under tenbun, mitt under den oroliga sengoku-eran, anländer geväret med ett portugisiskt skepp till Japan. Inhemska repliker börjar så småningom tillverkas.
År tenbun 18 (1549) anländer den jesuitiska missionären Francis Xavier till Kagoshima.

## Fotnoter
1. ↑  Uppslagsverket Daijirin (大辞林), elektronisk utgåva, Sanseido 2006. Datum enligt den japanska månkalendern som inte helt överensstämmer med den västerländska.
2. ↑  Citatet på klassisk kinesiska: 仰以観於天文、俯以察於地理